# Romano Mussolini
Romano Mussolini (* 26. September 1927 in Forlì; † 3. Februar 2006 in Rom) war ein italienischer Jazz-Pianist und Künstler.
Seine älteste Tochter Alessandra Mussolini (* 1962) und seine jüngste Tochter Rachele Mussolini (* 1974) sind als rechtsnationale Politikerinnen in Italien aktiv.
Sein gleichnamiger Enkelsohn Romano Floriani Mussolini (* 2003) steht als Fußballprofi beim italienischen Verein Lazio Rom unter Vertrag und ist von diesem an den Zweitligisten SS Juve Stabia ausgeliehen.

## Leben
Romano Mussolini war der jüngste Sohn von Benito Mussolini, dem Diktator des faschistischen Italien. Seine Mutter war Rachele Mussolini, geborene Guidi. Er hatte noch zwei Brüder und zwei Schwestern.
Schon im faschistischen Italien fand Romano Mussolini großes Interesse an Jazz-Musik. Er entwickelte sich zu einem der großen Kenner der Jazzszene und schrieb für renommierte Magazine. Mussolini brachte sich das Klavierspielen selbst bei.
Mit seinem Vater, der Geige spielte, musizierte er jedoch ausschließlich klassische Stücke. Über seinen Bruder Vittorio, einen Jazzfan und -autor, kam er mit der Musik des amerikanischen Kriegsgegners in Berührung. Nach dem Ende des Zweiten Weltkrieges spielte er in Ischia, wohin sich seine Mutter Rachele zurückgezogen hatte, später in Neapel und Rom als Jazzmusiker in verschiedenen Bands und unter verschiedenen Namen.
Erst mit seiner Band „Romano Mussolini All Stars“ wurde er in Italien ein gefeierter Jazzer. Durch sein 1963 veröffentlichtes Album „Jazz Allo Studio 7“ wurde er international bekannt und spielte daraufhin auch mit Chet Baker, Caterina Valente, Dizzy Gillespie, Duke Ellington und Lionel Hampton zusammen. Romano Mussolini war ein engagierter Vertreter des traditionellen Big-Band-Jazz wie auch des intimen Zusammenspiels in Combos. Er förderte den Nachwuchs mit zahlreichen gemeinsamen Plattenaufnahmen, darunter den Posaunisten Guido Pisticchi und den Tenorsaxophonisten Massimo D'Avola.
Neben seiner Tätigkeit als Musiker war Romano Mussolini auch sonst als Künstler aktiv, wobei sein Schwerpunkt auf gegenständlicher Malerei lag. Oft verwendete er Clownsmotive, malte jedoch auch surrealistische Landschaften.

## Familie

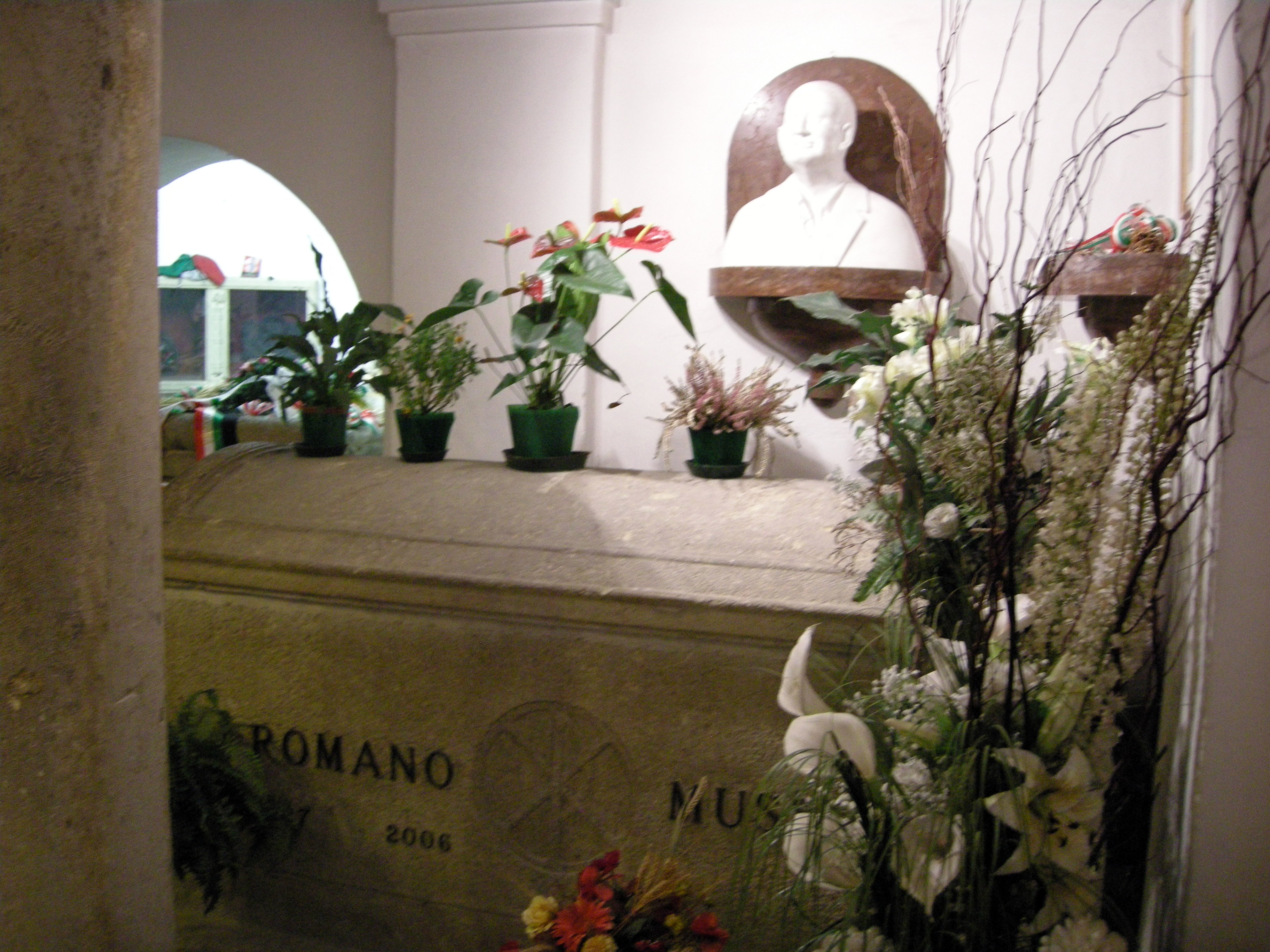
Romano Mussolini wurde in der Familiengruft in Predappio beigesetzt

Romano Mussolini heiratete 1962 Anna Maria Scicolone, die Schwester von Sophia Loren. Aus dieser Ehe gingen seine älteren Töchter Alessandra (* 1962) und Elisabetta hervor. Das Paar trennte sich Anfang der 1970er Jahre. In zweiter Ehe heiratete Romano Mussolini 1976 die Schauspielerin Carla Maria Puccini, mit der er zum Zeitpunkt der Eheschließung bereits eine Tochter hatte. Seine jüngste Tochter (* 1974) wurde nach ihrer Großmutter Rachele Mussolini benannt, von der überliefert ist, sie habe noch radikaler gedacht als ihr Mann.
In der Öffentlichkeit war Romano Mussolini nicht politisch aktiv – im Gegensatz zu seiner jüngsten Tochter Rachele und seiner ältesten Tochter, Alessandra Mussolini, die als Europaabgeordnete und Vorsitzende der rechtsextremen Splitterpartei Alternativa Sociale in Erscheinung trat und 2006 für das Bürgermeisteramt in Rom kandidierte. Darüber hinaus war sie als Senatorin für Berlusconis Forza Italia im Parlament.
Die zwölf Jahre jüngere Rachele Mussolini jun. tritt 2021 als Kandidatin der Fratelli d’Italia gegen ihre ältere Halbschwester Alessandra an, die für die Forza Italia ins Parlament möchte.
Romano Mussolini äußerte sich lange Zeit nicht zu seinem Vater. 2004 jedoch veröffentlichte er das Buch: „Il Duce, mio padre“ (deutsch: Der Führer, mein Vater).
Nach seinem Tod, 2006, im Alter von 78 Jahren, wurden Romano ebenso wie seine Eltern sowie seine Geschwister Vittorio, Bruno und Anna Maria in einem Marmorsarkophag in der Familien-Krypta in Predappio beigesetzt. Die Gruft gilt als Pilgerstätte für italienische Rechtsextreme.

## Diskografie
(Auswahl)
- 1996: Soft & Swing
- 1996: Timeless Blues
- 2001: Romano Mussolini & Lino Patruno, The Wonderful World of Louis (yvp music)
- 2002: Music Blues
- 2003: Jazz Album
- 2003: Napule 'Nu Quarto'E Luna
- 2004: Alibi perfetto (Soundtrack zu Das perfekte Alibi)
- 2005: Mirage